# Kakamega poliothorax
A Kakamega poliothorax a madarak osztályának verébalakúak (Passeriformes) rendjébe és a timáliafélék (Timaliidae) családjába tartozó Kakamega nem egyetlen faja.
Besorolásuk vitatott, egyes rendszerezők az óvilágiposzáta-félék, vagy a timáliafélék családjába sorolják.

## Előfordulása
Burundi, Kamerun, a Kongói Demokratikus Köztársaság, Egyenlítői-Guinea, Kenya, Nigéria, Ruanda és Uganda területén honos.